# 硝酸カリウム
硝酸カリウム（しょうさんカリウム）は化学式KNO3で表される硝酸塩の一種である。

## 概要
天然には硝石として産出する。
可燃物と混合し燃焼させるとカリウムの炎色反応によりピンクから紫の炎を上げる。
英語では potassium nitrate、または saltpetre とも呼ばれ、これは石の塩、もしくはペトラの塩を意味するラテン語 sal petrae に由来する。アメリカでは salt peter、nitrate of potash、あるいは単に nitre とも称される。硝酸ナトリウムが salt peter と呼ばれることもある。
黒色火薬に酸化剤（酸素の供給源）として配合されるが、硝酸カリウム自体は燃えない。ハーバー・ボッシュ法によって窒素の固定化法が確立されるまでは、洞窟の壁面に堆積した結晶から、または有機物を分解・乾燥することによって得ていた。特に人畜の屎尿が一般的な供給源で、尿素の分解によって生成するアンモニアなどの窒素化合物が亜硝酸菌、硝酸菌の二段階の微生物による酸化を受け、硝酸塩となる。肥料としても用いられ、そのNPK比（窒素・リン・カリウムの重量比）は13-0-44である。
また、水100グラムに対し、60℃で109グラム、20℃で32グラム溶ける。このように溶媒の温度によって溶解度が大きく変化するため、再結晶によって取り出しやすいという性質も持っている。そのため、中学校の水溶液の再結晶によって混合物(硝酸カリウムと食塩とする)から食塩だけを取り出す実験などに使われることも多い。

## 製造
歴史的には以下のようにして作られていた。まず、厩肥、漆喰か木灰、藁などの有機物を混ぜ、およそ高さ1.5メートル、幅2メートル、長さ5メートルほどの塊を作る。覆いをして雨などで濡れるのを避けながら尿を掛け、分解を促進させるために度々かき混ぜる。およそ1年後に水で溶かして液状化する。その液体には様々な硝酸塩が含まれるが、木灰をカリウム源とし、硝酸カリウムが温度による溶解度の変化が大きいことを利用し加熱後、冷却をすると結晶化によって析出できる。その後火薬原料として使用に供される。
戦国時代の日本の一部では、便所の床下の地面に堆積した物を採掘したり、枯れ草に尿をかけ発酵させて生成させたりして入手していた。
イングランドでは1588年以前から、記録家として知られるジョン・イヴリンの一家に爆薬製造を独占する特権が王家から与えられていた。
20世紀初頭においては、チリの砂漠に莫大な埋蔵量を有する硝酸ナトリウム結晶石（チリ硝石）を原料として製造されていた。硝酸ナトリウムを精製したのち塩化カリウム (KCl) と反応させると、より溶解度の低い塩化ナトリウムが析出し、硝酸カリウム水溶液が得られる。2023年においては硝酸を基に製造されている。

## 再結晶法
再結晶法とは、硝酸カリウムの溶解度が温度によって大きく変化する性質を利用し、不純物を分離する一般的な方法である。
工業生産や天然鉱石由来の原料には、ナトリウム塩（NaCl）、カルシウム化合物、マグネシウム化合物などの不純物が含まれることがある。
これらの不純物を除去し、純度を高める方法を以下に説明する。
硝酸カリウムを含む粗製物を温水（約60～80℃）に溶解。硝酸カリウムは高温で高い溶解度を持つ（例: 80℃で約160g/100mL）。
溶液をろ過して不溶性の不純物（例: 土砂、カルシウム化合物）を除去。
ろ過した溶液をゆっくり冷却（例: 0℃付近）。硝酸カリウムの溶解度が低下し（例: 0℃で約13g/100mL）、純粋な結晶が析出。
結晶をろ過し、冷水で軽く洗浄して残留不純物（例: ナトリウム塩）を除去。
結晶を乾燥させ、高純度の硝酸カリウムを得る。
利点: ナトリウム塩やその他の水溶性不純物を効果的に除去可能。
注意点: 複数回再結晶を行うと、純度がさらに向上するが、収率が低下する可能性がある。エネルギーコスト（加熱・冷却）と水の使用量が増える。

## 用途
かつては硝酸の製造に使われていた。硝酸カリウムに硫酸を加えることによって硝酸と硫酸カリウムが得られ、これを蒸留によって精製する。
肥料、試作ロケットの推進剤、発煙筒などの発火剤としても用いられる。糖との混合物は元の600倍の体積の煙を作り出す。スクロースの場合硝酸カリウムと40:60の比で、混合物をそのままか、ホットプレートで注意深く加熱・融解して使用される。
保存食の製造過程において、塩漬けされた肉への添加物として使われる。心臓病の患者はその摂取には注意する必要がある。防腐剤として番号E249が与えられている。
切り株除去剤 (stump remover) の主成分であり、一般的な切り株除去剤は純度約98%の硝酸カリウムである。
アイスクリームの製造、および過敏になった歯の歯磨剤にも使われる。近年、歯磨剤としての利用が増加しているが、歯痛の過敏症に有効であるという結論は得られていない。太陽熱発電等の蓄熱媒体にも使用される。
広く流布している誤解として、硝酸カリウムは禁欲剤として作用し、男子校などで食事に添加されているというものがある。実際にはヒトに対してそのような効果を及ぼすことはない。

## 書物にみられる硝酸カリウム
- アルベルトゥス・マグヌスの作とされる『秘密の本 (Book of Secrets)』で、"Stony Salt" として触れられている。